# M/T Božava
M/T Božava je bio trajekt za lokalne linije koji je od 1993. do 2009. bio u sastavu flote hrvatskoga brodara Jadrolinije. Brod je izgrađen 1966. godine u Italiji u brodogradilištu Navalmeccanica Cantieri Navali u Castellammare di Stabiji za talijanskog brodara Saredegna Regionale Marittima S.p.A., pod imenom Teulada. Brod se prodaje 1993. kada ga kupuje Jadrolinija i daje mu ime Božava,a namijenjen je za održavanje pruga u zadarskom području gdje je i najviše plovio. 2009. godine Božava odlazi u raspremu i oglašena je njezina prodaja. Brod kupuje talijanska tvrtka Demolizioni Metauro koja ga prvo tegli u Veneziu, a zatim ga konačno prodaje turskome rezalištu. Brod je izrezan 2011. godine. 
Brod je imao kapacitet prijevoza 308 putnika i 21 vozilo. Mogao je postići maksimalnu brzinu od 13,5 čvorova.